# Hussitenkriege

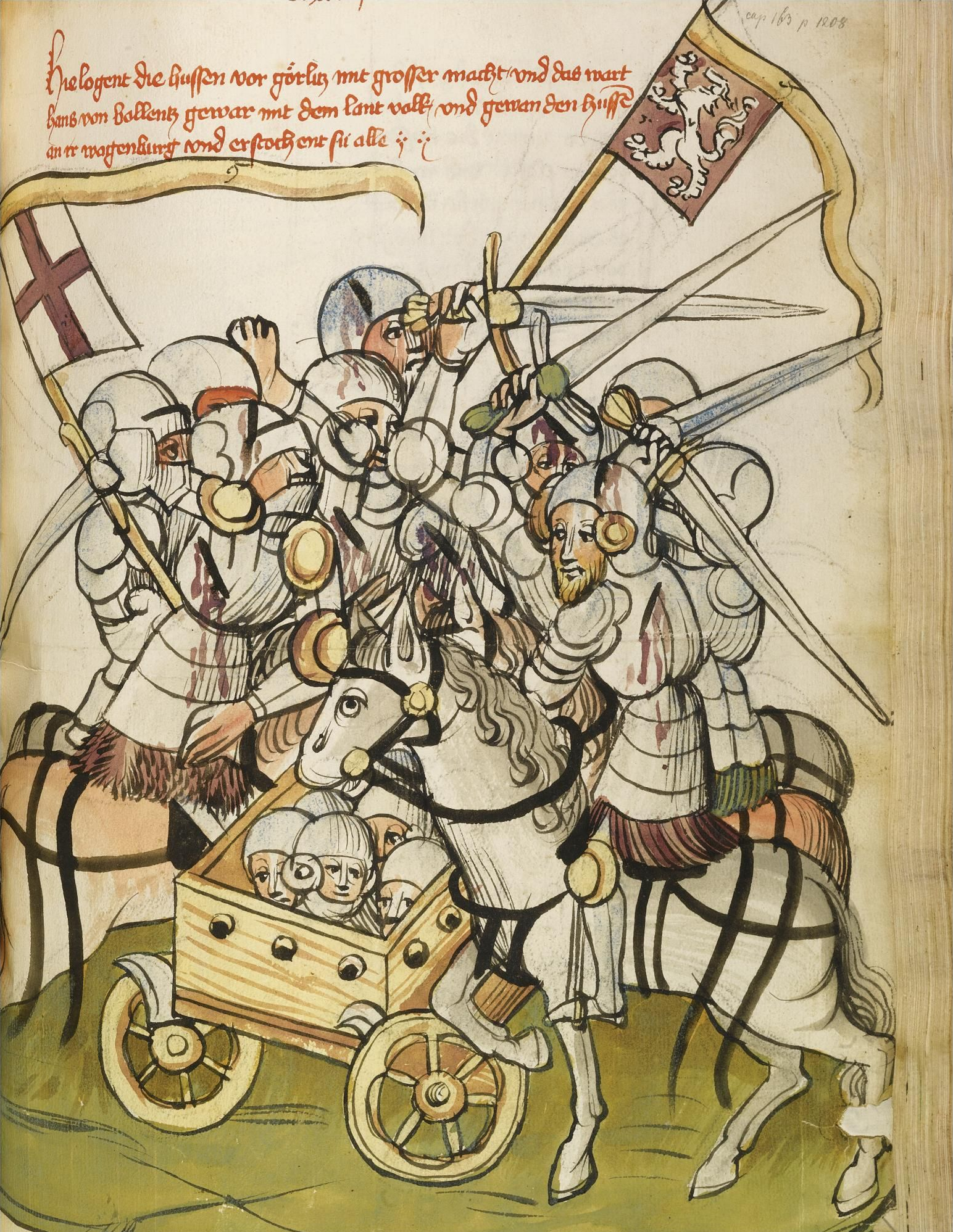
Hussitenschlacht (Schlacht bei Kratzau) in zeitgenössischer Chronik

Die Hussitenkriege (auch als Hussitische Revolution bezeichnet) bestanden in einer Reihe militärischer Konflikte, die zwischen 1419 und 1434 im Königreich Böhmen und den angrenzenden Ländern ausgetragen wurden. In ihnen standen sich zunächst die Anhänger des 1415 in Konstanz als Ketzer hingerichteten Prager Theologen Jan Hus und die Kreuzzugsheere des römisch-deutschen Königs Sigismund – zugleich König von Ungarn und Böhmen – und seiner katholischen Verbündeten gegenüber. Am Ende kam es auch zu Kämpfen unter den Hussiten selbst, in denen die gemäßigten Utraquisten die radikal chiliastischen und sozialrevolutionären Taboriten besiegten.
In den Kriegen entluden sich sowohl religiöse als auch nationale und soziale Spannungen: zwischen den vorreformatorischen Hussiten und der Papstkirche, zwischen deutsch- und tschechischsprachigen Böhmen und zwischen armer Landbevölkerung einerseits und wohlhabenden Städten und Adligen andererseits. Unter ihren Anführern Jan Žižka und Andreas Prokop schlugen die disziplinierten, geschickt taktierenden Bauernheere der Taboriten erfolgreich fünf Kreuzzüge zurück, zu denen Papst Martin V. aufgerufen hatte, bevor sie selbst den Utraquisten unterlagen. Diese einigten sich auf dem Konzil von Basel mit dem inzwischen zum Kaiser gekrönten Sigismund auf einen Kompromiss, der in den Basler Kompaktaten festgehalten wurde. Danach erkannten sie Sigismund als böhmischen König an, im Gegenzug akzeptierte er weitgehend die Reform der böhmischen Kirche nach hussitischen Vorstellungen, einschließlich des Laienkelchs, der Säkularisierung von Kirchengut, der Predigtfreiheit und der Bestrafung von Todsündern gemäß der Bibel. Die Utraquisten, deren Name sich davon herleitete, dass sie auf die „communio sub utraque specie“ bestanden – d. h. das „Abendmahl in beiderlei Gestalt“ von Brot und Wein – waren damit fast 100 Jahre vor der Reformation Luthers die erste Glaubensgemeinschaft in Europa, mit der Kaiser und Kirche verhandeln und der sie Zugeständnisse machen mussten.

## Vorgeschichte und Ursachen

### Der religiöse Aspekt und der Einfluss Wyclifs
Neben dem nationalen Bestreben der Böhmen wurde die Reformbewegung vornehmlich durch den moralischen Verfall der Kirche und dem Wunsch nach grundlegenden Erneuerungen hervorgerufen. Die Kirche hatte im 14. Jahrhundert ihre frühere Glaubwürdigkeit verloren. Besonders die Simonie, die Anhäufung von Reichtum durch kirchliche Pfründen und die Unglaubwürdigkeit der Kirche – insbesondere durch das abendländische Schisma 1378 und die Steigerung der Krise 1409 auf dem Pisaner Konzil – sorgten für Unmut. „Die Kirchenspaltung hatte die Kirche Ansehen und Glaubwürdigkeit gekostet. Man denke nur an die gegenseitige Verfluchung der beiden Päpste oder die notwendige Finanzierung zweier teurer päpstlicher Höfe.“ Für Josef Válka ist die hussitische Bewegung aufgrund der kirchlichen Missstände, in erster Linie durch das päpstliche Schisma und den moralischen Verfall des Klerus, entstanden.
Zu den Zeiten der Krise kursierten vermehrt die Schriften des englischen Philosophen John Wyclif an der Prager Universität. Zunächst beschäftigte man sich dort ausführlich mit seinen philosophischen Schriften, bevor man auch seine theologischen und kirchenpolitischen Abhandlungen betrachtete. Mit seinen Texten griff er „im Namen der Bibel die Autorität und Herrschaft der gesamten kirchlichen Hierarchie selbst“ an. Die Bibel stellte für Wyclif das Fundament seiner Geisteshaltung dar, von dem aus man ausnahmslos auszugehen und zu argumentieren habe – eine Auffassung, die viel später eine der zentralen Säulen der lutherischen Reformation werden sollte (sola scriptura).
So griff er die weltliche Herrschaft der Kirche an – und damit zugleich ihre weltlichen Besitzungen und Reichtümer –, da diese aus der Bibel nicht zu begründen sei. Darauf aufbauend, sei es weltlichen Herren gestattet, sündigen Kirchen die Güter zu entziehen. Wyclif proklamierte unter anderem auch, dass der Papst ein Verdammter sein könne, dem man nicht zu Gehorsam verpflichtet sei. Somit wäre es die Aufgabe jedes einzelnen Gläubigen, die Bibel selbst zu kennen. Auf der Grundlage der Bibel lehnte er Sakramente wie die Taufe oder die Beichte ab. Auch die jährliche Kommunion sei nicht in der Bibel begründet. Ein Hauptkritikpunkt seiner Schriften war seine Ansicht von der Eucharistie. Er vertrat die Meinung, dass in der Eucharistiefeier die Transsubstantiation von Brot und Wein nicht stattfinde. Die Substanzen Brot und Wein verwandelten sich also nicht zum Leib und Blut Christi. Die Eucharistie sei vielmehr als ein symbolischer und hinzugefügter Akt anzusehen – eine der wenigen Ansichten, die Hus später nicht vertrat. Die Sakramente, die durch die Kirche gespendet werden, sah er als überflüssig an, wodurch er schlussfolgernd die Kirche an sich infrage stellte. Jedem Geistlichen, der sich in Todsünde befinde, sprach er den Anspruch ab, Gehorsam verlangen zu können. Er kritisierte den materiellen Wohlstand der Kirche, der gegen die kirchliche Ideologie des Lebens in Armut spreche, und stellte die Autorität des Papstes grundsätzlich infrage. Die Päpste, so Wyclif, hatten sich ihre Stellung in der Kirche angemaßt, denn in der Bibel gebe es keinen Beleg für das Papsttum. In seinen letzten Werken setzte Wyclif den Papst sogar immer mehr mit dem Teufel respektive dem Antichristen aus der Offenbarung des Johannes gleich.
Um die Jahrhundertwende kam Johannes Hus mit diesen Schriften in Kontakt. Er las sie nicht nur, sondern kommentierte einzelne Stellen und erweiterte einige Thesen. Zum ersten Mal tauchten 1403 die sogenannten 45 Thesen Wyclifs auf. Ursprünglich waren es 24 Thesen, die auf der Londoner Erdbebensynode von 1382 zusammengestellt worden waren. Der Prager Magister Johannes Hübner fügte diesen 24 noch weitere 21 hinzu. Diese nun 45 Thesen fanden in den folgenden Jahren und noch auf dem folgenden Konzil gegen die hussitische Reformbewegung und insbesondere gegen Johannes Hus Verwendung.
Die Forschung ist sich heute darüber einig, dass „sich alle Strömungen, die damals in der böhmischen Reformbewegung erkennbar waren: Der Wyclifismus, die Betonung einer tschechischen Nationalreform und die erneute Dringlichkeit der Kritik an den sittlichen Mißständen“  in Johannes Hus vereinigten. Er wurde zur tragenden, aber auch zur tragischen Inkarnation des Hussitismus. Wyclifs Vorstellungen setzte Hus schon bald in die Praxis um.

### Der nationale und soziale Aspekt
In manchen böhmischen Städten spielten deutschsprachige Siedler eine große Rolle. Diese Siedler und deren Nachkommen stellten nicht selten die städtische Oberschicht, die Tschechen oft eher die Landbevölkerung. Zunächst wurden die westlichen Siedler wohlwollend betrachtet und der alte böhmische Adel, der die ritterliche Kultur aus deutschsprachigen Ländern übernahm, schloss sich dem teilweise an. Dies alles änderte sich jedoch zur Wende des 14. Jahrhunderts. Der deutsche Zustrom erfuhr nun eine Stagnation und die tschechischen Böhmen emanzipierten sich allmählich. Das Fundament dabei bildete die tschechische Sprache. Sie verband die Bevölkerung untereinander und grenzte sie von den deutschen Siedlern und deren Nachkommen ab. Es entwickelte sich allmählich eine tschechische Identität. Dies machte sich unter anderem dadurch bemerkbar, dass die höfische Literatur, die vor allem aus dem deutschen Sprachraum kam, in die tschechische Sprache übersetzt wurde. Auch religiöse Texte wurden vermehrt übertragen. Diese Übersetzungen erfolgten durch den tschechischen Klerus, der als Vorreiter des aufkeimenden Nationalbewusstseins galt: „Wo immer es im 14. Jahrhundert in Böhmen soziale Spannungen gab, konnten diese leicht mit den Sprachunterschieden zwischen Menschen tschechischer und deutscher Zunge in Verbindung gebracht werden.“
Durch den Stillstand der Einwanderung im beginnenden 14. Jahrhundert wuchs der tschechische Teil der Bevölkerung auch in den Städten. Dieser war es auch, der seine Abneigungen gegen Deutsche in gehobenen Positionen, beispielsweise in den Stadtverwaltungen, richtete. Der Antagonismus zwischen tschechischer Unterschicht und deutscher Oberschicht zementierte sich. Auf deutscher Seite entwickelte sich ein zunehmendes Misstrauen insbesondere gegen den niederen tschechischen Adel, dem es, gegründet auf sein wachsendes Bildungsniveau, immer häufiger gelang, auch kirchliche Ämter zu besetzen. Daher sahen die Deutschböhmen ihre führende Rolle in Staat und Kirche bedroht. Peter Hilsch hält fest, dass das wachsende nationale Bewusstsein der Tschechen insbesondere aus dem Übergewicht der Deutschen in geistlichen Ämtern resultierte – einer Konkurrenzsituation. Auch der böhmische König Wenzel förderte das nationale Bestreben in Böhmen. 1408 setzte er erstmals einen Prager Rat ein, der mehrheitlich aus Tschechen bestand.

### Das Konzil von Konstanz
König Sigismund sicherte Jan Hus für das 1414 einberufene Konstanzer Konzil freies Geleit (einen salvus conductus für Hin- und Rückreise und die Zeit des Aufenthalts) zu und stellte ihm einen Geleitbrief in Aussicht. Hus erreichte vorzeitig am 3. November 1414 Konstanz, am 28. November wurde er, entgegen der Zusagen, im Haus des Domkantors festgesetzt und ab 6. Dezember in einem halbrunden Anbau des Dominikanerklosters gefangen gehalten. Als König Sigismund am 24. Dezember eintraf, gab er sich über den Bruch des Geleitbriefes zornig, tat aber nichts, um Hus zu helfen. Da er die böhmische Krone seines Bruders Wenzel beerben wollte, war ihm stärker daran gelegen, den Ruf Böhmens zu rehabilitieren.
Ab 24. März 1415 wurde Hus in ein etwas erträglicheres Quartier, den Barfüßerturm an der späteren Stefansschule, verlegt. Danach wurde er im Gefängnisturm des Schlosses Gottlieben eingekerkert. Am 4. Mai 1415 verdammte das Konzil Wyclif und seine Lehre posthum. Hus kam am 5. Juni in das Franziskanerkloster. Dort verbrachte er die letzten Wochen seines Lebens. Vom 5. bis zum 8. Juni wurde Hus im Refektorium des Klosters verhört. Das Konzil verlangte von ihm den öffentlichen Widerruf und die Abschwörung seiner Lehren. Hus lehnte dies ab und blieb bis zum Ende standhaft.
Am Vormittag des 6. Juli 1415 wurde Hus in feierlicher Vollversammlung des Konzils im Konstanzer Münster auf Grund seiner Lehre von der „Kirche als der unsichtbaren Gemeinde der Prädestinierten“ als Häretiker zum Feuertod verurteilt und verbrannt. Seine Asche streuten die Henker in den Rhein.
Als Sigismunds Verrat an Hus und auch der drohende (und später vollzogene) Verbrennungstod seines Mitstreiters Hieronymus von Prag in Böhmen und Mähren bekannt wurden, wandte sich der dort ansässige Adel am 2. September 1415 in einer schriftlichen Eingabe, der sogenannten Protestatio Bohemorum, an das Konzil, und verurteilte dessen Handlungsweise aufs Schärfste. Sigismund, ein Halbbruder des böhmischen Königs Wenzels, reagierte darauf mit Drohbriefen, in denen er die Ausrottung aller Wyclifisten und Hussiten ankündigte. Dies brachte jedoch Hus' Anhängern noch mehr Zulauf, so dass sich König Wenzel veranlasst sah, mit harter Hand gegenzusteuern. Insbesondere versuchte er nun noch konsequenter als zuvor, den böhmischen Adel aus den staatlichen und kirchlichen Ämtern herauszuhalten.

## Verlauf

### Fenstersturz und erste Gefechte (1419)
Das Vorgehen König Wenzels gegen die Hussiten führte zu einem Aufstand. Dabei kam es am 30. Juli 1419 zum ersten Prager Fenstersturz, bei dem Hussiten das Neustädter Rathaus stürmten und einige Ratsherrn aus dem Fenster warfen. König Wenzel soll laut zeitgenössischen Angaben, als ihn die Nachricht vom Fenstersturz erreichte, der Schlag getroffen haben. Am 16. August 1419, keine drei Wochen später, starb der böhmische König.
Seinen Bruder Sigismund wollten die Hussiten nicht als König anerkennen, da er das seinerzeit Jan Hus versprochene sichere Geleit nicht eingehalten hatte; er galt geradezu als dessen Mörder. In den Tagen nach dem Tode Wenzels unterwarfen hussitische Volksmassen in Prag Kirchen und Klöster gewaltsam der Kelchkommunion oder zerstörten und verbrannten sie. Der Aufstand dauerte mehrere Wochen.
Im November 1419, nach den Kämpfen zwischen den radikalen Hussiten und den Söldnern des Vinzenz von Wartenberg um die Prager Kleinseite, kam es nach einer Verbannung von 135 Adeligen und von vier Königsstädten zu einem vorläufigen Friedensabkommen, das bis April 1420 hielt. Die Schöffen der Prager Neustadt gaben gleichzeitig der böhmischen Regentin Königin Sophie die Burg Vyšehrad zurück, die im Vorjahr von den Hussiten besetzt worden war. Die enttäuschten radikalen Hussiten verließen daraufhin Prag. Der Hussitenführer Jan Žižka und seine Hauptleute unter Führung von Brenek von Fels zogen über Alttabor nach Pilsen, das vom Priester Václav Koranda verwaltet wurde und inzwischen ein Zentrum der radikalen Hussiten war. Damit wurde diese Hussitenhochburg Hauptangriffsziel der katholischen Allianz unter Führung der westböhmischen Adeligen – ein Grund für Žižka, die Stadt gegen Angriffe zu schützen. Im Dezember 1419 erlitt eine königlich-katholische Einheit in der Nähe von Pilsen eine erste Niederlage gegen ein kleines hussitisches Kontingent.

### Erster Kreuzzug (1420)

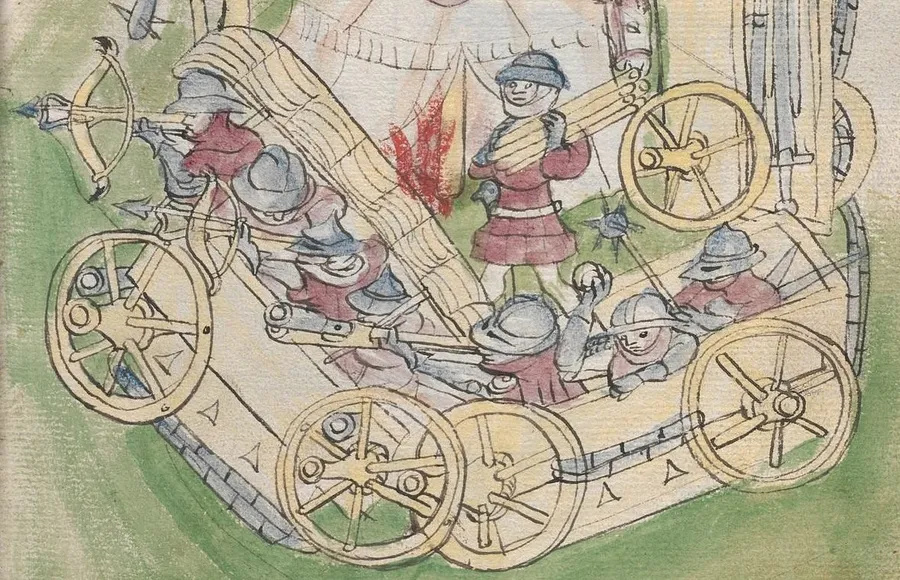
Hussitische Wagenburg aus dem 15. Jahrhundert (zeitgenössische Darstellung)

Die Kreuzzugsbulle des Papstes Martin V. vom 17. März 1420 führte zum regelrechten Kreuzzug gegen die aus seiner Sicht häretischen Böhmen. Wenige Tage nach dem Erlass der Bulle griffen katholische Truppen Ende März in Südböhmen in der Schlacht bei Sudoměř vergeblich eine hussitische Einheit an. 400 Taboriten unter Jan Žižka widerstanden erfolgreich einem Angriff von rund 2000 kaiserlich-katholischen Reitern. Die Niederlage begründete den militärischen Ruhm Žižkas und gab den Auftakt für die Entwicklung der Taktik der Wagenburg auf Seiten der Hussiten.
Am 7. April eroberten Taboriten unter Nikolaus von Hus Sedlitz (Sedlice), anschließend Písek, die Burg Raby bei Schüttenhofen, Strakonitz (Strakonice) und Prachatitz (Prachatice). Grund der Belagerung und Erstürmung der Burg Rabiy war die Unterstützung, die Johann von Riesenberg König Sigismund leistete. Nacheinander wurden die Klöster Mühlhausen (Milevsko), Nepomuk und Goldenkron (Zlatá Koruna) zerstört. Um dieselbe Zeit, Anfang April, übernahmen die Kalixtiner in Prag die Macht. Die Ankunft ihres Befehlshabers Vinzenz von Wartenberg am 17. April in Prag verstärkte den Widerstandswillen der Hussiten.
Ende April überschritt ein neues Kreuzheer die böhmische Grenze, am 3. Mai kapitulierte Königgrätz. Am 7. Mai 1420 kreisten tschechische und deutsche Söldner den Hradschin ein und besetzten ihn am selben Tag. Die Hussiten steckten daraufhin, um die Versorgung der Königlichen zu verhindern, die Prager Kleinseite in Brand. Die Königlichen wurden anschließend durch weitere 364 Adlige, Ritter und Städter verstärkt, die den Pragern den Krieg erklärten. Die Bedingungen für eine Kapitulation, die zwischen Vertretern beider Parteien in Kuttenberg ausgehandelt wurden, betrachteten die Hussiten als nicht akzeptabel. Sie beschlossen daher, die Landbevölkerung um Hilfe bei der Verteidigung Prags zu rufen.
Der Hilferuf erreichte die Taboriten erst am frühen Morgen des 17. Mai. Bereits am Tag darauf zog eine Kampfgruppe in Richtung Prag. Eine erste Begegnung mit dem Feind fand bei Beneschau (Benešov) statt. Peter von Sternberg schlug mit seinen Mitstreitern nach einem Umgehungsmanöver 400 der Königstreuen, die versucht hatten, die Stadt gegen die Taboriten zu verteidigen. Nach der Schlacht wurden die katholischen Truppen vernichtet und Beneschau niedergebrannt.
Inzwischen kamen den Hussiten von Kuttenberg her ungarische Reiter entgegen. Als die Hauptleute der Taboriten, die in Poříčí nad Sázavou unweit von Beneschau lagerten, davon erfuhren, gaben sie den Befehl zum Aufbruch und errichteten an einem strategisch günstigeren Punkt eine Wagenburg. Trotz der einbrechenden Dunkelheit griffen die Katholiken unter Janek von Chtenic und Philippo Scolari am Abend des 20. Mai an. In der Schlacht von Beneschau wurden die etwa zweitausend ungarischen Reiter von Žižka in die Flucht geschlagen.
Während des weiteren Zuges nach Prag kam es zu keinen Kämpfen mehr und am 20. Mai 1420 erreichten die Hussiten die Stadt. Jan Žižka zerstörte den Tross der Kaiserlichen, der den Nachschub für die Besatzungen auf den Prager Burgen Hradschin und Vyšehrad sichern sollte. Unterdessen eroberten ungarische Reiter der Kreuzzugsarmee die von Hussiten verlassenen Städte Schlan, Laun und Melnik.
Anfang Juni 1420 vereinigten sich österreichische Kontingente bei Beraun mit den Truppen des deutschen Königs. Am 12. Juni zog Sigismund mit einem starken Heer von Breslau nach Breunau (Břevnov) und begann mit der Belagerung der Prager Burg, des Hradschin. Der Versuch, ganz Prag zu erobern, wurde aber am 14. Juli 1420 in der Schlacht am Prager St. Veitsberg (Vitkov) durch einen Sieg von Žižkas Truppen verhindert.
Kurz zuvor hatte auch der jugendliche Ulrich II. von Rosenberg Sigismund seine Dienste angeboten. Ulrich belagerte zusammen mit Herzog Ernst von Bayern ab dem 23. Juni die Hussitenhochburg Tabor. Als die Taboriten davon erfuhren, kamen 350 Hussiten unter der Führung von Nikolaus von Hus der belagerten Stadt zur Hilfe. Am 30. Juni kam es zum Gegenangriff; die Rosenberger erlitten eine Niederlage und zogen ab. Die Hussiten zogen sich anschließend auf die Burg zurück. Ernst setzte die Belagerung fort und eroberte Tabor am 9. Juli; die gesamte Besatzung der Stadt wurde erschlagen oder verbrannt. Unterdessen eroberte eine andere Formation der Hussiten mit dem Befehlshaber Jan Roháč die Stadt Lomnitz (Lomnice).
Am 15. September 1420 begann die Belagerung des Wyschehrad. Der Artillerie der Hussiten gelang es, den Angriff der ungarischen und deutschen Reiter zu stoppen. Anschließend griffen die Hussiten an. Vierhundert Ritter wurden von den Hussiten getötet, die keine Gefangenen machten. Nach dem Kampf zogen sich die Kreuzzugstruppen vor Prag zurück. Žižka führte ein strenges Regiment, das unter anderem zum Tod und zur Vertreibung vieler Deutscher aus Böhmen führte.

### Zweiter und Dritter Kreuzzug (1421, 1422)
Auch der zweite Kreuzzug im Jahre 1421 scheiterte kläglich. Der Sieg Friedrichs von Meißen über die Hussiten in der Schlacht bei Brüx im August blieb ohne nachhaltige Wirkung. Der Sieg bei Brüx hatte für den weiteren Verlauf der Hussitenkriege keine großen Auswirkungen, die militärisch überlegenen Hussiten gewannen bald für etliche Jahre die Oberhand zurück. Für Friedrich führte der taktische Erfolg später zum Aufstieg zum Herzog und Kurfürsten von Sachsen, während sein Gegner Želivský bald darauf im März 1422 hingerichtet wurde.
Der Habsburger Albrecht V. übernahm nach einem Übereinkommen mit Sigismund in Preßburg am 28. September 1421 die oberste Führung der königlichen Truppen gegen die Hussiten.
Am 2. Oktober brach ein Kreuzheer die Belagerung des nahegelegenen Saaz ab und räumte das Land in wilder Flucht, nachdem das Gerücht aufgekommen war, dass sich ein hussitisches Heer nähere. Nachfolgend wurde die Burg Ostroh, die sie „Das neue Tabor“ nannten, zu einem militärischen Zentrum der Hussiten in Südostmähren. Von hier aus überfielen sie am 12. Januar 1421 das Kloster Velehrad und brannten es nieder. Im selben Jahr versuchte der Olmützer Bischof Johann von Bucca mit österreichischen Verstärkungen ohne Erfolg eine Wiedereroberung von Ostroh.
Der dritte Kreuzzug endete im Januar 1422 nach zwei weiteren Niederlagen der kaiserlich-katholischen Heere bei Kuttenberg und Deutschbrod. Im Jahr 1422 begannen die bis 1432 andauernden Hussiteneinfälle ins Mühlviertel.

### Innere Konflikte (1423 und 1424)
Die Grausamkeiten, deren sich die Taboriten schuldig machten, erzürnten die Calixtiner derartig, dass sie sich abspalteten und einen eigenen König in der Person des litauischen Prinzen Zygmond Korybut erwählten. Der Polenkönig Wladyslaw Jagiello unterstützte seinen Neffen bei diesem Unternehmen, weil ihm die Unabhängigkeit Böhmens als Pufferstaat zum Reich willkommen war. Zusammen mit seinem Bruder Herzog Witold (Vytautas) zog Korybut am 17. Mai 1422 mit starkem Kriegsvolk in Prag ein. Weil die Krone Böhmens zur Krönung fehlte, kam es zu einer erfolglosen fünfmonatigen Belagerung der Burg Karlstein. Nachdem Papst Martin V. darauf bestanden hatte, dass der König von Polen Prinz Korybut sofort abberufe, mussten sich die polnisch-litauischen Truppen am 24. Dezember wieder aus Böhmen zurückziehen.
Im Frühjahr 1423 brachen schwere Differenzen innerhalb der verschiedenen hussitischen Strömungen auf. In der Schlacht bei Horschitz im April 1423 setzten sich die radikalen Taboriten unter Jan Žižka gegen die Prager Utraquisten durch. Im Juni kam es in Konopischt zu einem zeitweiligen Ausgleich zwischen den verschiedenen Parteien. Nachdem im Oktober 1423 Friedensverhandlungen der Utraquisten in Prag mit Sigismund gescheitert waren, brach der innerhussitische Gegensatz wieder auf.
Im Juni 1424 behielt Žižka in der Schlacht bei Maleschau erneut die Oberhand gegen die Prager. Der Schwerpunkt der Kämpfe verlagerte sich nun nach Mähren. Während Herzog Albrecht im Juli von Süden her versuchte, das Land in die Hand zu bekommen, begann von Westen her ein verheerender hussitischer Angriff. Habsburgisch-katholisch gesinnte Städte wurden eingenommen und dem Erdboden gleichgemacht.
Nach dem Tode Žižkas, der während der Belagerung der Burg Pribislau am 11. Oktober 1424 einer Seuche erlag, übernahm Prokop der Große die Führung der Hussiten. Auch unter seinem Kommando blieben die Hussiten siegreich. Nachdem Böhmens wirtschaftliche Ressourcen durch den Krieg bereits ausgeplündert waren, mussten die weiteren Raubzüge der Hussiten jetzt weiter ausgedehnt werden.

### Vorstöße der Hussiten (ab 1425)
Im Jahre 1425 stießen die Hussiten erstmals nach Schlesien vor, doch ansonsten beschränkten sich die Kämpfe, die von beiden Seiten mit großer Grausamkeit geführt wurden, bis zum Herbst 1425 noch weitgehend auf mährisch-böhmisches Gebiet.
Im November 1425 drangen Hussiten unter ihrem neuen Führer Prokop dem Großen erneut nach Niederösterreich vor, um Herzog Albrecht, der in Mähren erfolgreich operierte, abzulenken, die Belastung des eigenen Landes zu verringern und um Beute zu machen. Die Böhmen eroberten Trebitsch und zerstörten am 12. November das Stift Klosterbruck bei Znaim. Am 25. November 1425 eroberten sie Retz und Pulkau; zahlreiche Klöster und Städte wurden geplündert. Herzog Albrecht befürchtete, dass die Hussiten auch in das Waldviertel vordringen würden, woraufhin der niederösterreichische Landmarschall Otto von Maissau vorsorgende Gegenmaßnahmen traf.
Im Frühjahr 1426 wurde Mähren durch einen schweren Einfall heimgesucht und gleich darauf das nördliche Böhmen mit Krieg überzogen, Weißwasser, Leipa, Trebnitz, Teplitz und Graupen fielen den Hussiten in die Hände.
Die von König Sigismund im Februar nach Wien und im Mai 1426 nach Nürnberg einberufenen Reichstage wurden schlecht besucht, die dort gefassten Beschlüsse gegen die ketzerische Böhmen konnten nicht umgesetzt werden. Die Hussiten bedrohten darauf die Markgrafschaft Meißen und belagerten ab 26. Mai die Stadt Aussig. Die Stadt wurde täglich beschossen, die Bevölkerung unter Jakob von Wresowitz leistete jedoch erbitterten Widerstand, da sie auf Entsatz hoffte. Es gelang den Grafen Vizthum, Weiden und Schwarzburg, aus Truppen der Meißener, Sachsen, Thüringer und Oberlausitzer ein starkes Heer zusammenzustellen, das am 11. Juni 1426 in Richtung Böhmen abmarschierte. Das angeblich 36.000 Mann starke Entsatzheer teilte sich in mehrere Gruppen auf. Die eine kam über den Janauer Weg bei Brüx, die zweite überschritt die Grenze bei Ossegg, der dritte Strom kam über Graupen und Teplitz.
Am Morgen des 16. Juni 1426 begann die Schlacht bei Aussig, der zurückgekehrte Prinz Korybut und Prokop der Kahle erwarteten den Angriff der Meißner auf einer Anhöhe des Dorfes Predlitz. Die Hussiten verbarrikadierten sich wieder hinter einer Wagenburg und verankerten diese mit Ketten. Die deutschen Ritter bemühten sich, in das befestigte Lager durchzubrechen, dabei machten die Hussiten einen Ausfall und warfen die gegnerische Reiterei über den Haufen, wozu sie sich besonderer Gabeln bedienten, mit denen die Reiter aus dem Sattel gerissen wurden. Auf dem Schlachtfeld blieben tausende Gefallene. Die meisten der meißnisch-osterländischen und thüringischen Heerführer und Bannerherren, Grafen, Freiherren und Herren fielen. Unter den 500 Toten aus dem Adel befanden sich Heinrich II. von Hartenstein als letzter Burggraf von Meißen, Burggraf Oswald von Kirchberg, die Grafen Ernst I. von Hohnstein und Graf Friedrich XIV. von Beichlingen-Wiehe. Der Sieg kostete die Böhmen nur etwa 2000 Mann, der gesamte Tross des Ritterheeres fiel ihnen dabei in die Hände. Am folgenden Morgen wurde auch Aussig gestürmt und nach der Plünderung in Brand gesteckt.
Seit März 1426 drangen andere Heerhaufen der Hussiten in das östliche Weinviertel vor, und gegen Jahresende überschritt ein hussitisches Heer unter Heinrich von Platz die Grenze bei Weitra. Am 3. Januar 1427 zogen diese Verbände über Windigsteig und Dobersberg ab und verzichteten dabei nicht auf die üblichen Plünderungen. Am 12. März 1427 belagerten starke Heerhaufen unter Prokop die Stadt Zwettl. Am 25. März kam es vermutlich auf dem naheliegenden Weinberg zu einer blutigen Schlacht, die das österreichische Entsatzheer anfangs für sich entscheiden konnte. Bei der Plünderung der Wagenburg wurden sie aber wieder von den schnell geordneten Reihen der Hussiten angegriffen und mussten sich hinter die Befestigungen von Zwettl retten. Nach dreitägiger Plünderung verließen Prokops Truppen den Schauplatz, plünderten das Stift Altenburg und zogen über Horn ab.

### Vierter Kreuzzug, Hussitenzüge in die Nachbarländer (ab 1427)
Papst Martin V. drängte zum neuen Kreuzzug, sein Legat Kardinal Henry Beaufort, Bischof von Winchester, übernahm die oberste Führung. Auf der Seite des römisch-katholischen Heeres sollen nach unbekannter Quelle achtzigtausend Mann, darunter tausende englische Bogenschützen, zum Angriff zusammengezogen worden sein, um von der Oberpfalz aus nach Böhmen vorzudringen. Die Schlacht zeigte, dass die Kampftechnik mit Wagenburgen, unterstützt von einem leistungsfähigen Tross, nicht von jeder Armee erfolgreich eingesetzt werden konnte, sondern es einer Armee bedurfte, die wusste, wie man die Wagen erfolgreich bei Angriffen und Verteidigung einzusetzen hatte. Die katholischen Truppen wurden am 4. August 1427 während der Schlacht bei Mies und Tachau geschlagen. Kardinal Beaufort und der Rest der Truppen hatten Mühe, über die Böhmerwaldpässe nach Westen zu entkommen. In Bärnau bei Tirschenreuth konnte Johann von Pfalz-Neumarkt eine verfolgende Söldnertruppe der Hussiten zurückschlagen. Der vierte Kreuzzug 1427 endete für die katholischen Truppen mit einer schweren Niederlage, in den darauffolgenden vier Jahren wurden keine Kreuzzüge mehr unternommen.
Zur Aufstellung neuer Truppen beschloss der Reichstag zu Frankfurt unter dem römisch-deutschen König Sigismund am 2. Dezember 1427 eine Steuer, auch Hussitenpfennig genannt.
Schon ab 1428 gingen die Hussiten unter Prokop dem Großen zum Angriff auf katholische Bastionen über. Der Kriegszug des Jahres 1428 verheerte Niederösterreich und Teile Schlesiens, 1429 folgte ein neuerlicher Vorstoß nach Niederösterreich und in die Lausitz. Dabei wurden die Stadt Guben (an der Neiße) und das Kloster Neuzelle (in der Nähe des heutigen Eisenhüttenstadts) zerstört, die Mönche ermordet oder verschleppt. Am 25. Juli 1429 kam es in Plauen zum Bündnis der Wettiner mit den Hohenzollern gegen die Hussiten. Doch schon drei Monate später wurde Altendresden von den Hussiten niedergebrannt, wenige Monate später folgte ein Angriff der Hussiten die Mulde herab durch das Vogtland mit der Eroberung von Altenburg (12.–16. Januar 1430), Plauen (24. Januar 1430), Oelsnitz/Vogtland (6. April 1430) und Auerbach. Im Januar 1430 fielen Hof und Münchberg in ihre Hände, Anfang Februar wurde Bayreuth kampflos eingenommen und stark zerstört. Wunsiedel hielt dem Angriff der Hussiten stand.
Der Hussitenzug des Jahres 1430 betraf außerdem Schlesien, Mark Brandenburg, Oberpfalz und Oberfranken, der des Jahres 1431 erneut Brandenburg sowie Teile Ungarns (westliche Slowakei).

### Fünfter Kreuzzug (ab 1431)
Auch ein Beschluss zur Bekämpfung der Hussiten auf dem Reichstag zu Nürnberg im Jahre 1431 konnte das Kriegsglück nicht wenden. Der fünfte Kreuzzug unter Kardinal Giuliano Cesarini endete am 14. August 1431 mit einer blamablen Niederlage bei Taus. Der Kaiser suchte daraufhin eine Verhandlungslösung.
Währenddessen folgten 1432/34 die weiträumigsten Operationen der Hussiten, die im Osten nach Oberschlesien und in die westliche Slowakei führten, in Richtung Norden in die Lausitz, nach Niederschlesien, über die Neumark in den Raum Danzig (Land des Deutschen Ordens) sowie nach Polen. Ein weiterer Vorstoß vom 18. März bis zum 5. Mai 1432 betraf erneut Brandenburg (u. a. Frankfurt an der Oder, Bernau bei Berlin, Strausberg) und die westlichsten Teile Schlesiens.
Da den kaiserlichen und päpstlichen Truppen bis auf kleinere Gefechte der Sieg gegen die Hussiten verwehrt blieb, wurde zwischen 1431 und 1433 mit ihnen verhandelt. Zwar hatte Kurfürst Friedrich II. von Sachsen am 23. August 1432 schon einen Sonderfrieden mit den Hussiten auf zwei Jahre geschlossen, doch erst 1436 endeten die Kriegshandlungen überall.
Auf dem Basler Konzil wurden den Hussiten mit den Prager Kompaktaten einige Zugeständnisse gewährt. Auf das Konzil wurde seitens der Böhmen unter Prokop durch die Belagerung der katholischen und reichstreuen Stadt Pilsen ab Mitte 1433 Druck ausgeübt. Die „Obere Pfalz“, heute Oberpfalz, war dabei wie schon öfter von Raubzügen der Hussiten bedroht. Am 21. September 1433 wurde ein Teilkontingent des hussitischen Belagerungsheeres, das zum Fouragieren in die „Obere Pfalz“ eingedrungen war, von dem wesentlich kleineren Heer des Pfalzgrafen Johann von Pfalz-Neumarkt, der „Hussitengeißel“, bei Hiltersried vernichtend geschlagen.

### Kompromiss mit den gemäßigten Hussiten, Niederlage der Radikalen (1433 bis 1436)
Im Januar 1433 gab der neue Papst Eugen IV. den Vorgaben des von König Sigismund unterstützten Konzils von Basel nach. Am 31. Mai 1433 vollzog er die Kaiserkrönung Sigismunds in Rom, im April 1434 war der Ausgleich zwischen Konzil, Kaiser und Papst hergestellt. Der Weg für eine gemeinsame Kirchenreform war endlich frei, die jetzt auch eine Einigung mit den Hussiten freimachte. Im Oktober 1433 erschien eine böhmische Abordnung in Basel und es kam zu erneuten erfolglosen Disputationen der kirchlichen Gegensätze. Kaiser Sigismund, der im August 1433 Italien verlassen hatte, erreichte durch sein diplomatisches Geschick, dass eine Abordnung von Basel nach Prag gesandt wurde, um dort zu verhandeln. Schließlich einigte man sich am 30. November 1433 zu den Prager Kompaktaten, die das Konzil genehmigte und auch der böhmische Landtag bestätigte.
Während dieser Verhandlungen kehrte der gemäßigtere Hussitenflügel der Utraquisten bzw. Calixtiner („Kelchbrüder“) wieder in den Schoß der katholischen Kirche zurück und verbündete sich sogar mit den kaiserlichen Truppen gegen die radikaleren Taboriten. Diese wurden schließlich am 30. Mai 1434 in der Schlacht bei Lipan (tschechisch: Lipany) nach einem taktischen Fehler von Prokop vernichtend geschlagen. Die Schlacht endete mit einem Massaker, wobei die Sieger den Großteil der Gefangenen liquidierten und den Kern der Taboriten damit auslöschten. Ein Teil der Gefangenen der ursprünglich 12.000 Mann zählenden Armee der Taboriten schlug sich auf die Seite der Gemäßigten mit ursprünglich etwa 20.000 Mann, ein Teil der Überlebenden meldete sich als Söldner bei ausländischen Armeen. Nur eine kleine Abordnung unter Jan Roháč z Dubé rettete sich auf dessen Burg Sion bei Kuttenberg, bis auch diese 1437 erobert und Roháč in Prag hingerichtet wurde.
Die Schlacht bei Lipany wurde zum Wendepunkt, der Sigismund von Luxemburg den Weg auf den böhmischen Thron eröffnete. Zur Bedingung für seine Anerkennung machte man ein bloßes Relikt der vier Artikel – die Kommunion unter beiderlei Gestalt – sowie eine teilweise Restitution der vorrevolutionären Besitzverhältnisse.
Durch den Tod König Wladislaws von Polen Ende Mai 1434 veränderte sich die Lage im Osten erheblich, die politische Verbindung der Hussiten mit den Polen war nicht mehr zu befürchten. Als letztes Gefecht der Hussitenkriege gilt zumeist die Schlacht bei Brüx am 23. September 1434, wobei die inzwischen mit den Polen verbündeten Hussiten eine schwere Niederlage gegen Kaiser Sigismund, Friedrich II. und Heinrich von Schwarzburg erlitten.
Im Sommer 1435 verhandelten endlich beide Parteien in Brünn in endlosen Debatten über die Handhabung der Prager Kompaktaten und die Bedingungen, unter welchen Sigismund in Böhmen anerkannt werden konnte. Ohne ein Ergebnis abzuwarten, zog der Kaiser am 23. August 1436 in Prag ein. Die Hussiten hatten sich am 5. Juli 1436 auf dem Landtag von Iglau mit den Kompaktaten des Konzils von Basel abgefunden und mussten Sigismund in den Iglauer Kompaktaten als König von Böhmen anerkennen.

## Folgen
Als politischer und wirtschaftlicher Sieger der Hussitenkriege gilt der niedere Adel der böhmischen Länder. Durch die Hussitenkriege verloren die böhmischen Länder ihre im 14. Jahrhundert wirtschaftlich und kulturell führende Stellung in Europa für mehrere Generationen. Die Folgen waren auch für die betroffenen Nachbarländer schwerwiegend: Das wirtschaftliche Leben in den Grenzregionen kam zum Erliegen, die Bayerischen Herzogtümer erlitten Steuer- und Ernteausfälle und hatten kostspieligen Verteidigungsmaßnahmen und Feldzüge zu finanzieren.

## Einzelne Schlachten und wichtige militärische Operationen

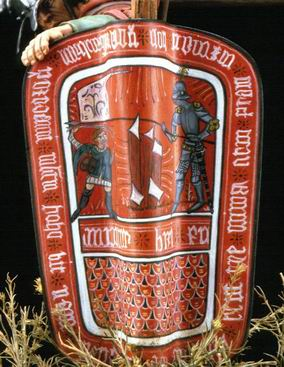
Nachbildung eines Hussitenschildes. Original im Museum Prag

- Schlacht bei Nekmíř (nördlich von Pilsen, Anfang Dezember 1419, auch genannt Schlacht bei Nekmirsch)
- Schlacht bei Sudoměř (25. März 1420, auch genannt Schlacht bei Sudomiersch)
- Schlacht bei Jung Woschitz (Karfreitag, 5. April 1420)
- Schlacht bei Beneschau (19./20. Mai 1420, auch genannt Schlacht bei Porschitz an der Sasau)
- Schlacht am Veitsberg (auch Schlacht am Berg Vitkow am 13./14. Juli 1420)
- Schlacht bei Panský Bor (12. Oktober 1420, auch genannt Schlacht bei Horaschdowitz)
- Schlacht bei Wyschehrad (1. November 1420, nach Belagerung seit 16. August)
- Erste Schlacht bei Brüx (1421) (5. August 1421)
- Belagerung des Berges Wladarsch bei Luditz (Mitte November 1421)
- Schlacht bei Kuttenberg (auch Kutná Hora am 21./22. Dezember 1421)
- Schlacht bei Nebovidy (6. Januar 1422; oft zur Schlacht bei Kuttenberg gerechnet)
- Schlacht bei Deutsch Brod, heute Havlíčkův Brod (8. Januar 1422; auch genannt Schlacht bei Habern)
- Schlacht bei Horschitz (Ende April 1423)
- Schlacht bei Strauchhof (Strauchův Dvůr bei Königgrätz, 4. August 1423)
- Schlacht bei Elbeteinitz (22. August 1423)
- Schlacht bei Böhmisch Skalitz (6. Januar 1424)
- Schlacht bei Maleschau (7. Juni 1424)
- Schlacht bei Aussig (16. Juni 1426)
- Schlacht bei Klattau (11. September 1426)
- Schlacht bei Zwettl (25. März 1427)
- Schlacht bei Mies (4. August 1427, engl. battle of Tachov)
- Schlacht bei Neiße (18. März 1428)
- Angriff auf Wien (1428) mit Zerstörung nördlicher Vororte, Mai/Juni 1428
- Schlacht von Kratzau (11. oder 16. November 1428)
- Schlacht bei Altwilmsdorf (27. Dezember 1428)
- Gefecht bei Satzdorf unweit Cham (29. September 1429)
- Erste Belagerung von Bautzen (Oktober 1429)
- Schlacht bei Höll in der Nähe von Waldmünchen (4. November 1429), Sieg über 300 hussitische Reiter durch Pfalzgraf Johann
- Dreifachschlacht von Tyrnau (28. April; 11. Juli 1430 mit Schlacht bei Schur, slowak. Šúrovce)
- Zweite Belagerung von Bautzen (Februar 1431)
- Schlacht bei Meidhof (Südmähren)
- Schlacht bei Taus (auch Domažlice genannt) (14. August 1431)
- Schlacht bei Waidhofen an der Thaya (14. Oktober 1431, genaue Lokalisierung unklar, evtl. auch bei Kirchberg an der Wild)
- Schlacht bei Müllrose (südwestlich von Frankfurt/Oder, 10. April 1432)
- Schlacht bei Znaim (1432) (Ende Dezember 1432)
- Eroberung von Dirschau beim Feldzug in die Neumark und nach Danzig, 1433
- Schlacht bei Hiltersried (21. September 1433)
- Schlacht bei Lipan bei Böhmisch Brod (30. Mai 1434)
- Zweite Schlacht bei Brüx (1434) (23. September 1434)
- Schlacht bei Kretsch (19. August 1435)
- Gefecht bei Wysoka (7. November 1436)

Teilweise werden auch folgende Schlachten noch den Hussitenkriegen zugerechnet:
- Schlacht bei Sellnitz am 23. September 1438 und
- Schlacht bei Grotniki am 3. Mai 1439. Sie markiert das Ende der hussitischen Bewegung in Polen.